# Tiara Brown
Tiara Brown (ur. 1 czerwca 1988) – amerykańska pięściarka, mistrzyni świata amatorek. 
Występuje w kategorii do 57 kg. Zdobywczyni złotego medalu mistrzostw świata w 2012 roku w Qinhuangdao. W finałowym pojedynku wygrała z reprezentantką Polski Sandrą Kruk.